# Libnotes delicatior
Libnotes delicatior là một loài ruồi trong họ Limoniidae. Chúng phân bố ở miền Australasia.